# Zamek Teleborg
Zamek Teleborg (szw. Teleborgs slott) – rezydencja znajdująca się 4-5 km od centrum Växjö nad jeziorem Trummen w dzielnicy Teleborg. Zaprojektowana przez zespół architektów Lindvall & Boklund z Malmö dla rodziny Hrabiego Fredrika Bonde, zbudowana w 1900 roku w stylu szwedzkiego romantyzmu (szw. nationalromantisk stil), łączy w sobie elementy narodowe ze stylem romańskim, gotyckim i renesansowym, nadając rezydencji wyglądu średniowiecznego zamku z Nadrenii.